# Christoph Bluemblacher
Christoph Bluemblacher (~ 17. Februar 1624 in Salzburg; † 2. November 1674 ebenda) war ein Salzburger Jurist und Hochschullehrer.

## Leben
Christoph Andreas Bluemblacher (Blumblacher, Bluemlacher, Blumlacher) wurde am 17. Februar 1624 im Salzburger Dom getauft. Er besuchte das Gymnasium in seiner Heimatstadt und studierte dann Philosophie an der Benediktineruniversität, wo er 1642 zum Bakkalaureus und 1643 zum Magister promoviert wurde. Nach zwei Semestern Theologie wechselte er zur Jurisprudenz und verteidigte im Oktober 1648 seine Abschlussthesen für das Lizentiat.
Im selben Jahr erhielt er eine Stelle als Hofadvokat und zwei Jahre später die Hofregistratur. 1655 ernannte ihn Fürsterzbischof Guidobald Graf Thun zum Hofkammerprokurator und verlieh ihm gleichzeitig den Hofratstitel. Inzwischen zum Doktor beider Rechte promoviert, erhielt er 1657 die Berufung auf die Stelle als Professor der Institutiones an der Universität Salzburg. In seinem Dienstvertrag war ihm das Recht zum Nebenerwerb zugestanden, was er ausgiebig nutzte. 1667 übernahm er erneut die Hofkammerprokuratur und nahm von 1670 an regelmäßig an den Sitzungen des Hofrates teil. Eine weitere Einnahmequelle war die Vermietung an gutsituierte Studenten, darunter ein Großneffe des Abtes Martin Greysing vom Stift Schlägl (der mit einer Dienstmagd ein uneheliches Kind zeugte und deswegen relegiert wurde) und ein Mündel des Lambacher Abtes Placidus Hieber.
Hieber gehörte auch zu den Förderern Bluemblachers, wie ein erhaltener Briefwechsel bezeugt. 1661 unterstützte er ihn finanziell bei der Publikation eines Traktates zum Erbrecht. Aus Dankbarkeit widmete Bluemblacher das Werk den oberösterreichischen Landständen. Als nach dem Weggang des Rechtsprofessors Franz Matthias von May nach Speyer 1671 der höher besoldete Lehrstuhl für die Pandekten frei wurde, übernahm Bluemblacher diesen. In den Studienjahren 1660/61, 1664/65, 1668/69 und 1672/73 war er Dekan der juristischen Fakultät.
Als Jurist und Universitätsprofessor widmete sich Bluemblacher nicht nur der Rechtstheorie, sondern veröffentlichte mehrere Werke zur praktischen Anwendung, verfasste etliche Gutachten und nahm auch auf die Rechtsprechung des Hofgerichts Einfluss. Auch als Kläger trat er auf. Sein bedeutendstes Werk ist der Kommentar zur Constitutio Criminalis Carolina, der „die Grundlage der territorialen Strafrechtspflege in Salzburg bis zur Säkularisation bildete“ (Brandhuber, S. 156). Ein wichtiges Anliegen war es Bluemblacher auch, dass die von seinen Studenten verteidigten Thesen im Druck erschienen, darunter auch die seines Sohnes Christoph Ludwig (gewidmet dem Fürstbischof von Gurk, Polykarp Graf Kuenburg). Bluemblachers letzter Prüfungskandidat war der spätere Abt Martin Resch von Kremsmünster.
Bald danach erkrankte Bluemblacher an einem hitzigen Fieber und starb am 2. November 1674 in Salzburg. Er wurde am 3. November 1674 als zweiter in der neu errichteten Sitzgruft unter dem Sacellum beigesetzt. Sein ältester Sohn Christoph Ludwig aus der 1651 geschlossenen Ehe mit Dorothea Greinwald aus Berchtesgaden ließ ihm ein bis heute erhaltenes Epitaph unter der Orgelempore setzen.

## Werke
- Epitome Possessionum, Ac Remediorum Pro Eisdem Competentium (Präses: Ranbeck, Aegidius). Salisburgi 1648
- Tractatus De Iure Emphiteutico, Vitalitio, Et Iure Precariae, Vulgo Von Erbrecht/ Leibgeding/ und Freystifftrecht. Salisburgi 1661, 1715
- Libellus De Tutelis = Vormundtschaffts-Büchel. Salisburgi 1668, 1741
- Commentarius In Kayser Carl deß Fünfften/ und deß Heil. Röm. Reichs Peinliche Halß-Gerichts-Ordnung. Salisburgi 1670, 1678, 1694 etc.